# Signaltruppernas officershögskola
Signaltruppernas officershögskola (SignOHS) var en truppslagsskola för signaltrupperna inom svenska armén som verkade i olika former åren 1943–1998. Förbandsledningen var förlagd i Enköpings garnison, Enköping.

## Historik
Signaltruppernas officershögskola bildades den 1 juni 1981 som en organisatoriskt enhet inom Arméns stabs- och sambandsskola. Skolan historik sträcker sig dock tillbaka till den 6 april 1943, då Signaltruppernas officersaspirantskola bilades (SignOAS). Skolan höll dock endast kurser under sommaren. Hösten 1945 omorganiserades skolan, då Signaltruppernas kadettskola (SignKS) bildades den 28 september 1945. Den 1 januari 1962 omorganiserades skolan till Signaltruppernas kadett- och aspirantskola (SignKAS). Genom reformen "Ny befälsordning" kom skolan att omorganiseras den 1 juni 1981 till Signaltruppernas officershögskola (SignOHS).
Genom försvarsutredning 1988 beslutade riksdagen att samtliga fack- och officershögskolor vid truppslagen inom armén skulle upplösas som egna myndigheter, och istället inordnas i respektive truppslagscentrum. För Signaltruppernas officershögskola innebar det inte lika stora förändringar jämfört med övriga truppslagsskolor, då skolan sedan 1981 var inordnad som en organisatoriskt enhet inom Arméns stabs- och sambandsskola. Dock kom skolan tillsammans med Arméns stabs- och sambandsskola att bli en del av Arméns lednings- och sambandscentrum.
Skolan stod för den grundläggande utbildningen av svenska officerare fram till den 31 december 1998. Från den 1 januari 1999 samlades den grundläggande utbildningen av officerare till tre nya militärhögskolor inom Försvarsmakten, Militärhögskolan Karlberg (MHS K), Militärhögskolan Halmstad (MHS H) och Militärhögskolan Östersund (MHS Ö).

## Verksamhet
Signaltruppernas kadettskola SignKS organiserades 1945 och var en befälsutbildning för krigsplacering som värnpliktigt befäl och för dem som ville vidareutbildas till reservofficerare och yrkesofficerare. Från 1962 kom skolan att svara för yrkesofficerarnas grundläggande utbildningen från fjärde månaden av värnpliktsutbildningen. I och med "Ny befälsordning" kom skolans från 1981 att svara för det första året av den då tvååriga utbildningen till yrkesofficerare. Vidare svarade även skolan för reserv- och värnpliktigas grundläggande officersutbildning.Den 31 december 1998 upphörde den grundläggande utbildningen inom respektive försvarsgrenarna och inom armén vid truppslagen. Istället samlades officersutbildning den 1 januari 1999 till tre nya försvarsmaktsgemensamma militärhögskolor Militärhögskolan Karlberg (MHS K), Militärhögskolan Halmstad (MHS H) och Militärhögskolan Östersund (MHS Ö).

## Förläggningar och övningsplatser
När skolan bildades 1943 kom den att vara samlokaliserad med dåvarande Signalregementet i Frösunda. År 1957 omlokaliserades skolan till Uppsala garnison, där skolan verkade fram till 1982, då signaltruppernas verksamhet i Uppsala avvecklades, och istället lokaliserades till Enköpings garnison. I Enköping uppfördes där där bland annat ett 1.500 m2 stort skolhus och två stabsövningshallar om totalt 4.000 m2.

## Heraldik och traditioner
Skolan delade heraldik och traditioner med Arméns stabs- och sambandsskola.

## Förbandschefer
- 1943–1998: ?

## Namn, beteckning och förläggningsort
| Signaltruppernas officersaspirantskola     | 1943-04-06 | – | 1945-09-27 |
| Signaltruppernas kadettskola               | 1945-09-28 | – | 1961-12-31 |
| Signaltruppernas kadett- och aspirantskola | 1962-01-01 | – | 1981-05-30 |
| Signaltruppernas officershögskola          | 1981-06-01 | – | 1998-12-31 |

| SignOAS | 1915-10-20 | – | 1945-09-27 |
| SignKS  | 1945-09-28 | – | 1961-12-31 |
| SignKAS | 1962-01-01 | – | 1981-05-30 |
| SignOHS | 1981-06-01 | – | 1995-06-30 |

| Stockholms garnison (F) | 1943-04-06 | – | 1957-03-31 |
| Uppsala garnison (F)    | 1957-04-01 | – | 1982-05-17 |
| Enköpings garnison (F)  | 1982-05-18 | – | 1998-12-31 |